# Oliver Saint John
För andra betydelser, se Oliver Saint John (olika betydelser).

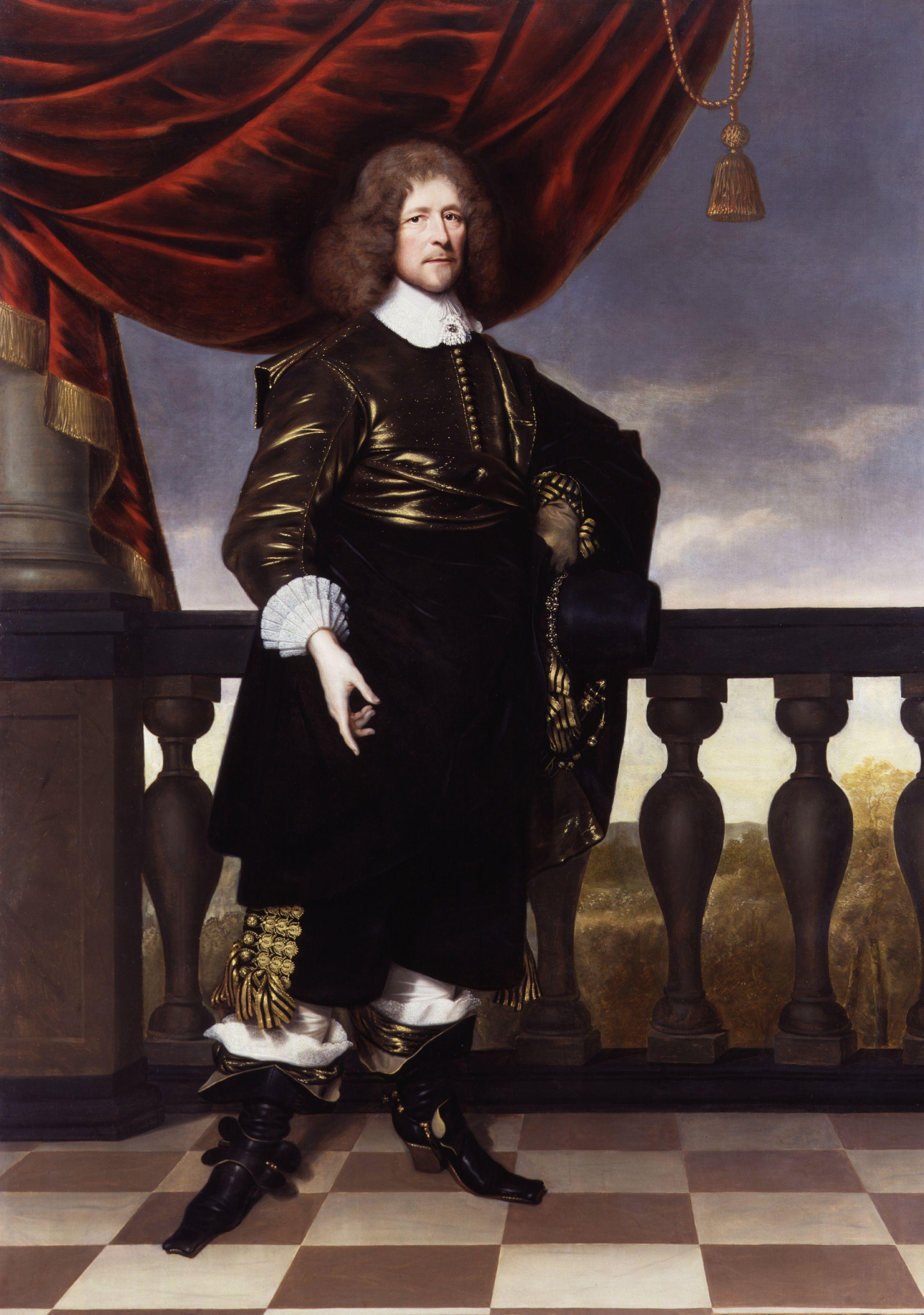
Oliver Saint John.

Oliver Saint John, född omkring 1598, död den 31 december 1673, var en engelsk domare och politiker. Han var morfar till Henry Saint John, 1:e viscount Bolingbroke.
Saint John blev 1626 advokat. Han var personlig vän till de parlamentariska ledarna John Pym och John Hampden, och 1638 förde han den senares talan, då Hampden åtalades för sin vägran att erlägga de så kallade skeppspenningarna, samt gifte sig samma år med en kusin till Oliver Cromwell.
Som medlem av Långa parlamentet öppnade Saint John 1640 i underhuset anfallet mot skeppsavgiften; 1641–1643 var han solicitor general. Under inbördeskriget var Saint John en av parlamentspartiets ledare.
År 1648 blev Saint John överdomare (chief justice of the common pleas) och drog sig därefter så småningom alltmer från Cromwells politik, trots att han tidigare hade stött den. Efter restaurationen utgav han en försvarsskrift för sin politiska bana, The case of Oliver St John (1660). Från 1662 vistades han utomlands.